# Adesmia candida
Adesmia candida är en ärtväxtart som beskrevs av Joseph Dalton Hooker. Adesmia candida ingår i släktet Adesmia och familjen ärtväxter. Inga underarter finns listade i Catalogue of Life.